# الجوهرة (السوادية)

تعديل مصدري - تعديل

الجوهرة هي إحدى قرى عزلة ذاهبة بمديرية السوادية التابعة لمحافظة البيضاء، بلغ تعداد سكانها 316 نسمة حسب تعداد اليمن لعام 2004.